# 埃科鎮區 (密歇根州)
埃科鎮區（英語：Echo Township）是位於美國密歇根州安特里姆縣的一個行政鎮區。

## 地方資料
埃科鎮區的面積為91.60平方千米，當中陸地面積為90.30平方千米，而水域面積為1.30平方千米。根據2020年美國人口普查的數據，當地共有人口952人，而人口密度為每平方千米10.39人。